# Bougie
Die Familie Bougie ist eine adelige Hugenottenfamilie und stammt aus der Normandie in Frankreich.

## Herkunft
Der Name taucht in stark unterschiedlichen Schreibweisen wie Bougie, Bougi, (de) Bougy, (de) Bougey, Bogie, Bougé, Bougis, (von) Bouget, Baugie, Baugis, Baugy, Boughet, Bouggy, Bongé, Bousschij oder (le) Reverend de Bougy auf. Zu finden sind heute Träger dieses Namens in Belgien, Deutschland, Frankreich, Großbritannien, Kanada, Luxemburg, den Niederlanden und den USA.

## Träger des Familiennamens Bo(u)gie
- Duane Bogie (1922–1990), amerikanischer Filmproduzent
- Maria Bogie, Ehefrau des ehemaligen Willicher Bürgermeisters Josef Heyes
- Jean Jacques de Bougie (1655–1744), Feldmarschall im Regiment Collonel
- Simon Bougis (1630–1714), Benediktinermönch, Abt und Generaloberer der Kongregation von Saint-Maur
- Alain Bougie, kanadischer Schauspieler
- Bas Bougie, niederländischer Physiker
- Bettina Bougie (* 1939), deutsche Schauspielerin, Sängerin, Autorin und Fotomodell
- Carl Bougie, kanadischer Eishockeyspieler
- Bud Bougie, amerikanischer Schauspieler
- Christine Bougie, kanadische Komponistin und Sängerin
- Craig Bougie,  Mitglied der kanadischen Hardcore-Punk-Band No Means No
- Garin Bougie (* 1966), amerikanischer Schauspieler
- Georges Bougie (* 1886), kanadischer Eishockeyspieler
- Hermann Bougie (1912–1994), Landgerichtsdirektor zu Krefeld
- Jacques Bougie (* 1947), von 1979 bis 2000 Manager bei Alcan, zuletzt als CEO
- Jean Bougie (* 1927), kanadischer Eishockeyspieler
- Jean-Christophe Bougie (* 2005), kanadischer Skiläufer.
- Jean-Michel Bougie "Tizon" (* 1886), kanadischer Eishockeyspieler
- Jonathan Bougie, amerikanischer Physikprofessor an der Loyola University Chicago
- Joseph Bougie (1886–1918), kanadischer Eishockeyspieler
- Julie Bougie-Boyer, kanadische Regieassistentin
- Louis-Pierre Bougie (1946–2021), kanadischer Maler und Graphiker
- Manon Bougie, kanadische Filmproduzentin
- Marc Bougie, kanadischer Eishockeyspieler
- Marc-André Bougie (* 1976), kanadischer Komponist und Dirigent, Musikprofessor am Texarkana College, Musikdirektor beim Texarkana Symphony Orchestra
- Nadine Bougie, deutsche Designerin und Illustratorin für Kinderbücher und -medien
- Normand Bougie, kanadischer Regieassistent
- Patricia Gomez-Bougie, französische Pharmakologin am Institute for Health and Medical Research an der Université de Nantes
- Paul Bougie (I), kanadischer Kameramann
- Paul Bougie (II), kanadischer Schauspieler
- Pierre Bougie, Theologe, Professor am Institut de formation théologique de Montréal, Zeremonienmeister des Ritterorden vom Heiligen Grab zu Jerusalem, Montreal, Kanada
- Robin Bougie, kanadischer Cartoonist
- Roger Bougie, niederländischer Professor an der Tilburg School of Economics and Management
- Serge Bougie, kanadischer Komponist
- Shane Bougie, amerikanische Schauspielerin
- Shayne Bougie (* 1992), kanadischer Eishockeyspieler
- Theo Bougie (* 1950), Unternehmer, Dozent, Wissenschaftler, Ritter des Ordens von Oranje Nassau
- Tim Bougie, amerikanischer Schauspieler
- Wellem Bougie, deutscher Journalist, Verleger und Hobby-Genealoge
- Yvain Bougie, französischer Schauspieler

## Hoffest
Jährlich im August treffen sich Nachkommen von Jean Bougie auf dem Hause Bougie in Spaubeek-Hobbelrade in der niederländischen Provinz Limburg.